# Келлихер (город, Миннесота)
Келлихер (англ. Kelliher) — город в округе Белтрами, штат Миннесота, США. На площади 5,6 км² (5,4 км² — суша, 0,2 км² — вода), согласно переписи 2002 года, проживают 294 человека. Плотность населения составляет 54,4 чел./км².
- Телефонный код города — 218
- Почтовый индекс — 56650
- FIPS-код города — 27-32606[1]
- GNIS-идентификатор — 0656866[2]

## Достопримечательности
- Парк под названием Мемориальный парк Пола Баньяна, где есть захоронение, на котором написано, что Пол Баньян похоронен здесь.